# Miklós Duray
Miklós Duray (ur. 18 lipca 1945 w Łuczeńcu, zm. 30 grudnia 2022) – słowacki geolog, polityk i dysydent narodowości węgierskiej, od 1992 poseł do Rady Narodowej.

## Życiorys
W 1977 obronił pracę doktorską z dziedziny geologii na Uniwersytecie Komeńskiego w Bratysławie. W latach 1988–1989 przebywał na stażu naukowym w Stanach Zjednoczonych.
W okresie praskiej wiosny zaangażował się w tworzenie instytucji węgierskich w Czechosłowacji, był m.in. sekretarzem generalnym i przewodniczącym Związku Młodzieży Węgierskiej. W 1978 założył Radę Ochrony Praw Mniejszości Węgierskiej w Czechosłowacji, sygnował również Kartę 77. W latach 1982–1983 i w 1984 był więziony za działalność antypaństwową.
W 1990 zainicjował powstanie ruchu politycznego Wspólnota, zostając jego przewodniczącym. W latach 1990–1992 zasiadał w Zgromadzeniu Federalnym Czechosłowacji, następnie zaś od 1992 w Słowackiej Radzie Narodowej (od 1993: Radzie Narodowej Republiki Słowacji). Po włączeniu się Wspólnoty do Partii Węgierskiej Koalicji w 1998 został posłem z jej ramienia oraz honorowym przewodniczącym SMK-MKP (1998–1999), następnie zaś wiceprzewodniczącym ugrupowania (od 1999). W latach 2002 i 2006 uzyskiwał reelekcję do Rady Narodowej.
Od 1991 był członkiem Światowego Związku Węgrów.